# 電卓 (Windows)
Windows 電卓 （でんたく）とは、Microsoft Windowsに付属する電卓ソフトウェアの名称。ファイル名はcalc.exe。全てのバージョンのWindowsに標準搭載されている。
2019年3月6日にWindows 10の電卓がMITライセンスの下で公開された。

## 概要
文字通り、電卓風のUIにより計算が行えるソフトウェアで、デフォルトのモードでは一般的な四則演算が行える。さらに関数電卓モードもあり、そちらでは関数や、2進数・8進数・16進数といった進数演算などが行える。計算した結果はクリップボード経由で別のソフトウェアにペーストすることができる。
Windows Vistaまで大きく変化はなかったが、Windows 7で文字通りの「電卓」風の外観に変わり、「プログラマ」と「統計」の2つのモードが追加された。その他の機能も大幅に強化されている。
なお、Windowsに限らず、同様のソフトウェアはその他のオペレーティングシステムやデスクトップ環境にも標準で用意されていることが多い（Mac OSには計算機、GNOMEにはGNOME 電卓、KDEにはKCalcなど）。また、複雑な計算処理を伴う場合には表計算ソフト（Microsoftの場合はMicrosoft Excel、その他OpenOffice.orgなど）を利用するという方法もある。
Windows 10ではUWPアプリのみの搭載となった。ただしLong Term Servicing Branch版には従来のデスクトップ アプリが同梱されている。

## 機能
- 平方根の計算方法は、「普通の電卓」では｛x→sqrt｝。「関数電卓」では｛「inv」チェック→x→「x^2」｝、もしくは｛x→「x^y」→0.5→「=」｝と入力する。
- キーボードの[p]キーを押すことで、小数点以下31桁までの円周率を表示させることができる。
- 指数部が直接入力できるのは4桁までである。置数や途中結果の絶対値が1010000以上となった場合や、10−9999未満となった場合の扱いであるが、Windows 7以降では前者はオーバーフロー、後者はアンダーフローとしていずれもエラーとなる（後者の場合に0扱いとされないのが特徴）。Windows Vistaまでは値域に制限はなく（システムが許す限り無限に扱うことができ）、計算結果が直接入力できない指数部が5桁以上の数となってもエラーとならなかった（ただしそのような巨大数や微小数を扱う際には計算に時間がかかり、入力された計算式によっては現実的な時間では終わらなかった）。

## Microsoft Calculator Plus
2004年9月に Windows XP と Windows Server 2003 用に公開されたいくつかの機能が追加された電卓である。
デザインは、水色を基調にしたインターフェイスの数値の入力部分は付属の電卓と同じ配列だが、ボタンは横長の楕円形で、タイトルバーとメニューバーは一体化している。また、非アクティブ時は自動で半透明になり、透けて見えるようになるのも特長。